# Apocephalus eurydomus
Apocephalus eurydomus är en tvåvingeart som beskrevs av Brown 2000. Apocephalus eurydomus ingår i släktet Apocephalus och familjen puckelflugor.
Artens utbredningsområde är Texas. Inga underarter finns listade i Catalogue of Life.